# Alfonso González Aguilar
Alfonso González Aguilar (n. Madrid; 23 de julio de 1985) es un compositor, pianista, director de orquesta y empresario musical español, especializado en el área de la composición cinematográfica. Entre sus trabajos se incluyen las bandas sonoras de Klaus, el primer ambicioso largometraje de animación de Netflix, que se puede ver en 170 países, además de las películas Todos los caminos llevan a Roma, protagonizada por Sarah Jessica Parker, o El Rey de Todo el Mundo, dirigida por Carlos Saura, tres veces nominado a los premios Oscar.

## Biografía
Alfonso González Aguilar nació en Madrid, donde comenzó sus estudios musicales. Posteriormente se especializaría en la composición de bandas sonoras de Hollywood en la universidad privada de música más prestigiosa del mundo: Berklee College of Music. 
Actualmente reside en la ciudad de Los Ángeles, donde fundó la compañía de producción musical DOKO Media Factory Archivado el 2 de septiembre de 2019 en Wayback Machine., que cuenta con sedes en Los Ángeles, Madrid y Bucarest.  
Ha compuesto y dirigido la banda sonora de numerosas producciones cinematográficas, como Klaus, la apuesta más grande de Netflix por la animación, la comedia romántica norteamericana All Roads Lead to Rome, de 2015, producida por AMBI Pictures y Paradox Studios y protagonizada por Sarah Jessica Parker (Sexo en Nueva York) y la italiana Claudia Cardinale. 
Es el productor de la versión acústica en los legendarios estudios Abbey Road titulado "Guerra", el álbum del artista Mexicano Carlos Rivera, habiendo alcanzado el disco de platino. 
Entre sus obras se encuentran composición de la música del thriller Money (2016), protagonizado por los actores Kellan Lutz (Saga Crepúsculo), Jesse Williams (Anatomía de Grey) y Jamie Bamber (Galáctica).   
Durante 2017 y 2018 asumió el cargo de director musical y compositor de la performance gastronómica Sublimotion, considerada la experiencia gastronómica más cara y selecta del mundo. El tema inédito de Alfonso G. Aguilar compuesto para este proyecto, titulado Open your Eyes, está interpretado y co-compuesto por el cantante David Bisbal.

## Discografía
- Open your eyes, interpretado por David Bisbal, para el show Sublimotion (2017)[4]
- B.S.O de la película Solo se vive una vez[5] (2017)
- Composición de la música para la marca de joyas Uno de 50 (2017)
- B.S.O. de la película Far from here (2017)
- B.S.O. de la película Money (2016)
- B.S.O. de la película Todos los caminos llevan a Roma (2015)
- B.S.O. del documental  Gurba: la condena (2014)
- B.S.O. de la película O21 (2014)[6]
- B.S.O. de la película Vulnerables (2012)
- Álbum instrumental Behind the mask